# Гуденко Михайло Олександрович
Михаил Александрович Гуденко (1914 —1940 роки) — лейтенант Червоної Армії, учасник вторгнення СРСР у Польщу та радянсько-фінскої війни, Герой Радянського Союзу (1940, посмертно).

## Біографія
Михаил Гуденко народився 19 вересня 1914 року в селі Попівка (нині Конотопський район Сумської області України у селянській родині. Українець.
В 1933 році закінчив Тиницьку агрошколу (Чернігівська область). Працював агрономом Конотопської машинно-тракторної станції.
У 1935 році Гуденко призваний на службу у Червону Армію. У 1937 році закінчив Харківське артилерійське училище.
Брав участь в вторгненні СРСР у Польщу. Згодом у званні лейтенанта воював у радянсько-фінській війні на посаді командира взводу протитанкової зброї 49-го стрілецького полку 50-ї стрілецької дивізії 13-ї армії Північно-Західного фронту.
У лютому 1940 року 13-а армія пішла у наступ на Кексгольмськом напрямку. На окремих ділянках радянським військам вдалось прорвати оборону, однак противник систематично застосовував контратаки невеликими групами з тилу Червоної армії. У ніч з 17 на 18 лютого 1940 року Гуденко зі своїм підрозділом знаходився у бойовій охороні підтримуючи стрілецькі підрозділи. Коли ж піхота відступила, артилеристи взводу Гуденко були вимушені прийняти бій. Не дивлячись на тяжке поранення М.Гуденко залишався у строю. Невдовзі у взводу закінчились снаряди, і він вступив в рукопашну у ході лейтенант Гуденко і загинув. Похований біля населеного пункту Красноозерне Приозерського району Ленінградської області.

## Звання та нагороди
- Наказом Президіуму Верховної Ради СРСР від 7 квітня 1940 року лейтенант Михаило Гуденко посмертно був нагороджений званням Героя Радянського Союзу.
- Посмертно нагороджений орденом Леніна.